# Хајланд Хилс (Охајо)
Хајланд Хилс (енгл. Highland Hills) град је у америчкој савезној држави Охајо.

## Демографија
По попису из 2010. године број становника је 1.130, што је 488 (-30,2%) становника мање него 2000. године.
| Група             | 2000.         | 2010.       |
| Белци             | 483 (29,9%)   | 245 (21,7%) |
| Афроамериканци    | 1.053 (65,1%) | 841 (74,4%) |
| Азијати           | 15 (0,9%)     | 3 (0,3%)    |
| Хиспаноамериканци | 32 (2,0%)     | 30 (2,7%)   |
| Укупно            | 1.618         | 1.130       |